# Partidul Comunist Ungar
Partidul Comunist Ungar (în maghiară Magyar Kommunista Párt sau Kommunisták Magyarországi Pártja) a fost creat pe 24 noiembrie 1918 de către Bela Kun. A condus din martie 1919 Republica Sovietică Ungară. După înfrângerea Ungariei Sovietice în urma intervenției Armatei Române în 1919, partidul a intrat într-o perioadă de ilegalitate pînă la sfîrșitul celui de al Doilea Război Mondial. În 1948 s-a contopit cu Partidul Social-Democrat Ungar creînd Partidul Muncitorilor din Ungaria care, în 1956, a devenit Partidul Socialist al Muncitorilor din Ungaria și a făcut parte din Comintern.